# 올렉산드르 베레시
올렉산드르 미하일로비치 베레시(우크라이나어: Олекса́ндр Миха́йлович Бе́реш, 1977년 10월 12일~2004년 2월 29일)는 우크라이나의 전 체조 선수이다. 2000년 하계 올림픽 남자 단체전에서 은메달을 획득했고 남자 개인종합 동메달을 획득했으며 세계 선수권 대회에서 은메달 1개, 동메달 3개를 획득했다.
베레시는 2004년 2월 자동차 사고로 사망했다.

## 수훈
- 우크라이나 공로장 3급(2000년 10월 6일)